# 천연교

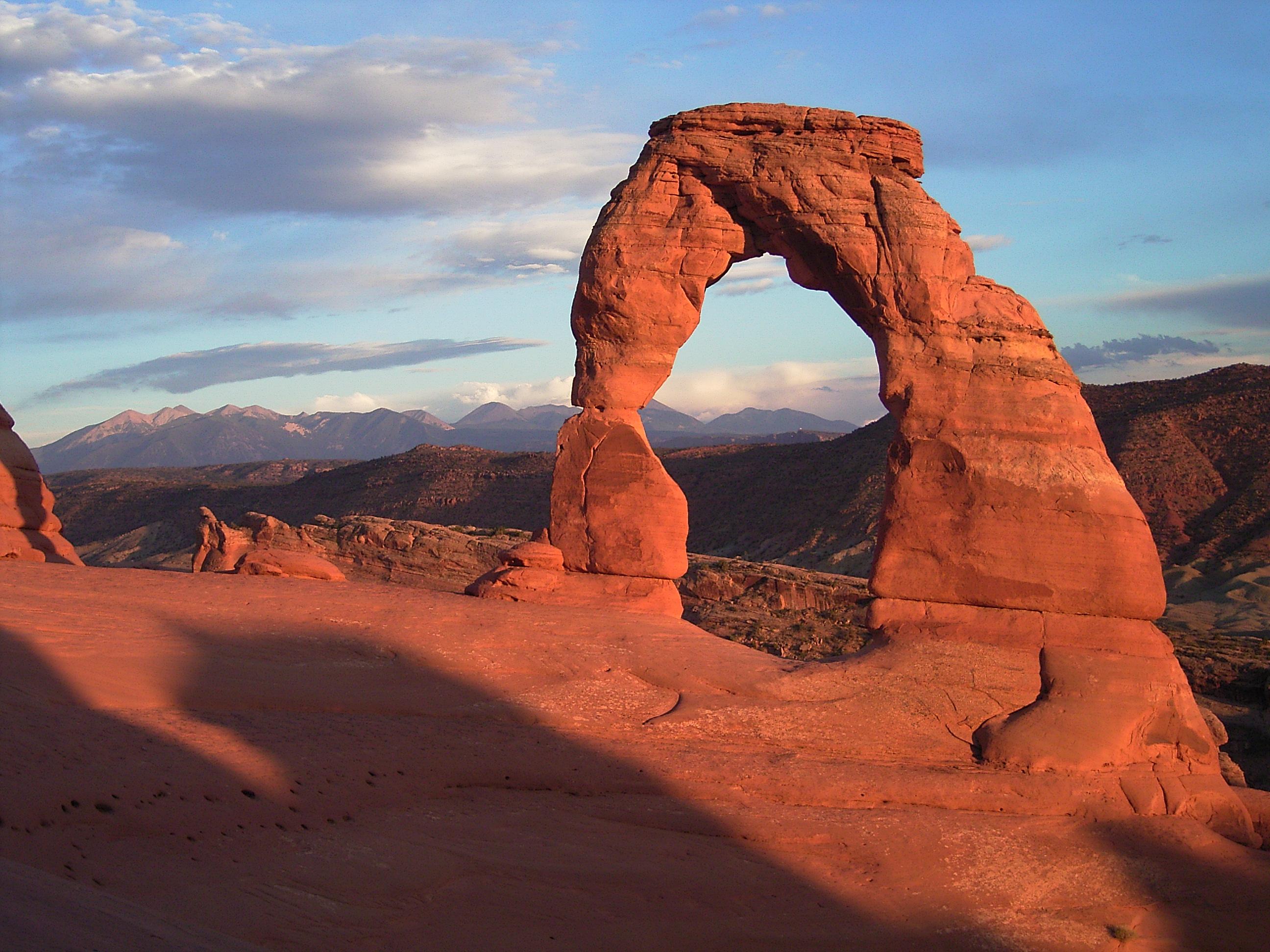
미국 유타주 아치스 국립공원에 있는 델리케이트 아치

천연교(天然橋)는 지형의 일종으로, 암석이 아치 모양을 하고 아래쪽이 뚫려 있는 것을 의미한다.
세계에서 제일 큰 천연교는 122 ± 5 미터 (400 ± 15 피트) 길이인 중국의 샨런교이다.